# Окулярник бонінський
Окулярник бонінський (Apalopteron familiare) — вид горобцеподібних птахів родини окулярникових (Zosteropidae). Ендемік Японії.

## Поширення
Вид поширений на островах Огасавара. Він зареєстрований на всіх трьох групах архіпелагу: Мукодзіма, Тітідзіма та Хахадзіма, але на двох перших групах вимер. Населяє низький вторинний ліс, узлісся, чагарники, посадки та сади.

## Підвиди
- Apalopteron familiare familiare - раніше траплявся на північних островах архіпелагу Тітідзіма та Мукодзіма. Востаннє на першому острові його бачили в 1930 році, на другому – на початку 1970-х.
- Apalopteron familiare hahasima - трапляється на острові Хахадзіма та двох невеликих сусідніх острівцях.

## Опис
Невеликий горобцеподібний птах, який сягає завдовжки 13,5 см. Оперення спини від жовтуватого до оливково-зеленого кольору. Корона і мантія також оливково-зелені. Крила трохи світліші з жовтою облямівкою навколо махових пір'їн. Оперення на череві блідо-жовте з сірими смугами з боків. Лоб і задні вушні раковини, а також підборіддя і горло світло-жовті, а потилиця і боки сірувато-жовті. Пір'я хвоста темно-оливково-зеленого кольору. Птах має характерний чорний візерунок на обличчі. Чорна смуга переднього проділу та чола розширюється в ділянці очей, утворюючи чорну пляму, яка тягнеться значно нижче ока у формі витягнутого трикутника. Як і більшість видів окулярників, птах має характерне біле кільце на оці. Самі очі червонувато-коричневі. У птаха вузький загострений дзьоб. Ноги чорні.

## Спосіб життя
Вид зустрічається у відкритих субтропічних лісах, що належать до оригінального типу рослинності островів, але він також мешкає в більш занедбаних сільських садах і плантаціях. Через сильне зрідження початкових типів рослинності птах все більше змушений адаптуватися до культурного середовища людини. Харчується членистоногими, яких збирає з рослинності, але важливу роль в його раціоні відіграють і фрукти. Йому подобаються плоди папаї. Гніздо будує високо на деревах. Період його гніздування триває з березня по червень. Самиця зносить два яйця. У висиджуванні і вихованні пташенят активну участь беруть представники обох статей.